# Kōzō Okamoto

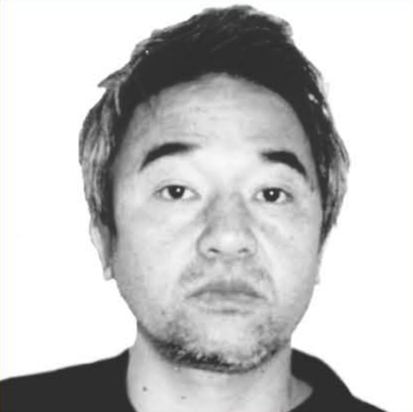
Kōzō Okamoto, 1997

Kōzō Okamoto (jap. 岡本 公三, Okamoto Kōzō; * 7. Dezember 1947) ist ein japanischer Terrorist.

## Leben
Er nahm am 30. Mai 1972 an einem gemeinsamen Anschlag der Japanischen Roten Armee und der Volksfront zur Befreiung Palästinas auf den Flughafen Lod in Tel Aviv teil. Dieser Terroranschlag wird auch als das Massaker am Flughafen Lod bezeichnet.
Bei dem Anschlag schossen drei japanische Studenten mit Maschinenpistolen in die Menge und warfen Handgranaten. Sie ermordeten 26 Zivilisten und verletzten Dutzende. Okamoto war der einzige der Gruppe, der überlebte. Ein israelisches Gericht verurteilte ihn zu lebenslanger Haft.
Mehrere palästinensische Organisationen versuchten in der Folge, ihn durch terroristische Geiselnahmen freizupressen, so 1972 bei der Geiselnahme von München durch die Terrororganisation Schwarzer September, 1973 bei der Entführung eines Jumbo-Jets der Japan Airlines durch die Japanische Rote Armee und die PFLP-EO (Haddad-Gruppe), 1976 bei der Entführung eines Passagierflugzeugs der Air France nach Entebbe durch die PFLP-EO und 1978 beim Küstenstraßen-Anschlag von elf Terroristen der Fatah, die auf dem Seeweg vom Libanon nach Israel gelangt waren und im Zuge einer gewaltsam beendeten Geiselnahme 37 Israelis töteten.
1985 kam Okamoto durch einen Gefangenenaustausch zwischen Israel und der PFLP-GC frei und reiste zunächst nach Libyen aus. Von dort siedelte er später in den Libanon über, wo er sich in der Bekaa-Ebene niederließ. 1997 wurde er verhaftet und mit der Abschiebung nach Japan bedroht, dessen Regierung ihn zur internationalen Fahndung ausgeschrieben hatte. Von der libanesischen Justiz wurde er wegen der Fälschung der Reisedokumente, unter deren Nutzung er in den Libanon eingereist war, zu einer dreijährigen Freiheitsstrafe verurteilt. 2000 gewährte ihm die libanesische Regierung politisches Asyl. Zuvor war er zum Islam übergetreten und hatte den Vornamen Ahmad angenommen.
2016 entbot die palästinensische Regierungspartei Fatah dem „Helden der Operation am Flughafen Lod“ und „Genossen Okamoto“ „tausend Grüße“. Fatah-Pressesprecher Munir Jaghob erklärte, dass man stolz auf alle Menschen sei, die sich für die Sache Palästinas eingesetzt hätten.

## Filme
- Rabih El-Amine: Ahmad the Japanese: Lod – Roumie – Tokyo. Dokumentation, Libanon 1999, 18 Minuten.
- Masao Adachi: The Prisoner/Terrorist. Spielfilm, Japan 2007, 113 Minuten.